# فرض
الفرض أو الفريضة (ج فرائض) في الفقه الإسلامي هو العمل الواجب على المسلم المكلف أن يعمله، فتاركه يأثم، وفاعله يؤجر، ويقسم الفرض إلى فرض عين وفرض كفاية، أما فرض العين فهو المفروض على كل مسلم (إذا تحققت فيه شروط الفرض)، وأما فرض الكفاية فهو العمل الذي إذا أدته فئة من المسلمين سقط عن الآخرين، فالصلوات الخمس فرض عين لأنها واجبة على كل مسلم، وكذلك الحج مرة واحدة في العمر، وصلاة الجنازة فرض كفاية، لأنه يكفي أن يصلي على الميت فئة من المسلمين وحينها تسقط عن الباقي،أما إن لم يؤدها أحد فإن كل من امتنع عنها مع قدرته عليها يأثم، ولكل فرض شروط كيما يصبح مفروضا على شخص معين، فالصيام مثلا لا يفرض في رمضان إلا على المستطيع صحيا، والمقيم الذي ليس على سفر وغيرها من الشروط، فالمريض صاحب عذر يسقط عنه فرض الصيام حتى يشفى.

## تعريف الفرض

### الفرض في اللغة
قال ابن منظور: فرض: فرَضْت الشَّيْءَ أَفْرِضه فَرْضاً وفَرَّضْتُه لِلتَّكْثِيرِ: أَوْجَبْتُه، من فرضتُ الشيء، أوجبته وألزمت به، قال تعالى: (سُورَةٌ أَنْزَلْناها وَفَرَضْناها)، أي: أوجبنا العمل بها عليك، وقال: ( إِنَّ الَّذِي فَرَضَ عَلَيْكَ الْقُرْآنَ)، أي: أوجب عليك العمل به، والفرض كل شيء تفرضه فتوجبه على الإنسان بقدر معلوم والاسم الفريضة.

### الفرض في الإصطلاح
ما طلب الشارع فعله من المكلَّف طلبا حتميا بأن اقترن طلبه بما يدل على تحتيم فعله، كما إذا كانت صيغة الطلب نفسها دالة على التحتيم، أو دلّ على تحتيم فعله ترتيب العقوبة على تركه، أو أية قرينة شرعية أخرى، ويأتي بمعنى: (الإيجاب)، فالفرض والواجب شيء واحد عند الجمهور.

## أقسام الفرض بحسب المكلف به
- فرض عيني: فهو المنظور بالذات إلى فاعله.[10]
- فرض كفاية: فهو ما يقصد حصوله من غير نظر بالذات إلى فاعله، فهو واجب على الكل، ويسقط الوجوب بفعل البعض، ويأثم الكل بتركه.[11]

## المصطلحات المرادفة
- الواجب: يرى بعض العلماء أن الواجب و الفرض مترادفان في المعنى؛ لأن كلا منهما يُذَمُّ تاركه شرعاً.[12]

### معنى الواجب
تستعمل كلمة: «واجب» لمعان متعددة، وفي اصطلاح علماء أصول الفقه يراد به معنى مخصوصا بالحكم الشرعي مفاده: الإلزام بالشيء، وغالبا ما يكون مرادفا لمعنى: والفرض وقد يكون مستعملا لإفادة معنى ما هو فرع ملحق بالفرض في بعض الأحكام، باعتبار أن الواجب أقل إلزاما من الفرض، لعلماء أصول الفقه في تعريف الواجب مذهبان هما:
1. أن الواجب والفرض كلاهما بمعنى واحد بلا فرق بينهما، وهذا قول أكثر العلماء وهو مذهب الأئمة الأربعة خلافا لأبي حنيفة.
2. أن الواجب يختلف عن الفرض من بعض الوجوه، وإن جاز تسمية الواجب مفروضا؛ فهو لمعنى الإلزام على وجه مخصوص وهو مذهب أبي حنيفة.

## الفرق بين الفرض والواجب
1. جمهور أهل العلم من المالكية والشافعية والحنابلة أن الواجب هو الفرض، ولا فرق بينهما، وعلى هذا فالركن والفرض والواجب واللازم والحتمي كلها ألفاظ مترادفة لمعنى واحد وهو: «ما اقتضى الشرع فعله على جهة الإلزام»، ولا فرق بين أنواعه من حيث التسمية.

1. وأما الأحناف، فقالوا: الفرض ما ثبت بدليل قطعي، وأما الواجب فهو ما ثبت بدليل ظني.
  - الدليل القطعي: المتواتر، مثل: القرآن، فهو فرض عند الأحناف، كقوله تعالى:﴿وَأَقِيمُوا الصَّلَاةَ﴾ [البقرة:43]، فهذا فرض وليس بواجب، وأمر الله بالزكاة، فرض وليس بواجب؛ لأنه ثبت بدليل قطعي، والفرض المتفق على فرضيته مثل الصلوات الخمس.
  - الدليل الظني: وأما الذي يثبت عندهم بدليل ظني، أو غير متفق علي فرضيته فهو واجب، مثل: الوتر، فهو عندهم واجب وليس بفرض؛ لأنه ثبت في السنة، وهذا فعل أمر، والقاعدة: أن ظاهر الأمر يقتضي الوجوب ما لم تأت قرينة تصرفه من الوجوب إلى الاستحباب، لكنه هنا واجب وليس بفرض؛ لأنه ثبت بدليل ظني وهو: حديث الآحاد وليس بمتواتر.[13]